# Nicolaus Creusel

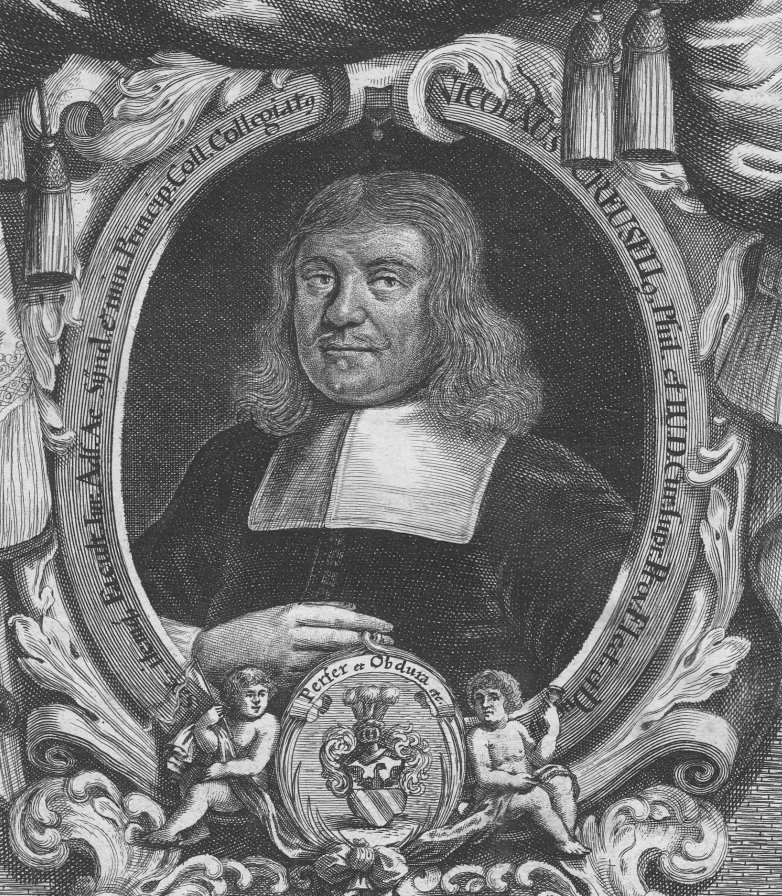
Porträt Nicolaus Creusel, Radierung um 1680

Nicolaus Creusel (* 2. Oktober 1627 in Prichsenstadt; † 9. August 1676 in Leipzig) war ein deutscher Rechtswissenschaftler.

## Leben
Der Sohn des Bürgers in Prixenstadt Johann Creusel († 1671 in Leipzig) und dessen Frau Catharina, Tochter des Bürgers und Ratsherrn in Prichsenstadt Johann Bardenstein (auch Baudenstein), besuchte zunächst die Schule seiner Heimatstadt. Da die Stadt 1633 in Schutt und Asche gelegt wurde, zogen die Eltern nach Schweinfurt, wo er weiter die Schule besuchte und das dortige Gymnasium frequentierte. Seinen Eltern war es aus materiellen Gründen nicht möglich, ihm ein Studium zu finanzieren. Daher nahm er zunächst in Dresden eine Hauslehrerstelle an.
1649 besuchte er die Universität Leipzig. Dort absolvierte er den Sitten der damaligen Zeit folgend zunächst ein philosophisches Grundstudium. Dazu besuchte er die Vorlesungen bei Gottfried Schlüter (1605–1666), Johann Ittig (1607–1676), Philipp Müller (1585–1659), Johannes Hornschuch (1599–1663) und Johannes Preibisius (1610–1660). 1650 wurde er Baccalaureus und erwarb 1651 den akademischen Grad eines Magisters der Philosophie. Im Anschluss verfolgte er ein juristisches Studium. Hierzu besuchte er an der juristischen Fakultät die Vorlesungen von Georg Tobias Schwendendörffer (1597–1681), Quirinus Schacher (1597–1670), Paul Franz Romanus (1641–1675), Jacob Born (dem Älteren) (1638–1709) und erhielt Privatunterricht von Polycarp Wirth (1609–1654) sowie dem Leipziger Bürgermeister Paul Wagner (1617–1697).
1652 war er Baccalaureus der Rechte, 1655 avancierte er zum Lizentiaten und 1656 promovierte er zum Doktor der Rechte. 1660 wurde er Assessor an der juristischen Fakultät und 1668 Kollegiat am kleinen Fürstenkollegium, dessen Vorsitz er 1673 führte. 1669 wurde er Syndikus der Universität, 1672 Assessor am Leipziger Oberhofgericht sowie in den Sommersemestern 1668 und 1674 Rektor der Alma Mater.
Creusel starb am 9. August 1676 in Leipzig an einem hitzigen Fieber. Am 13. August wurde er in der Leipziger Paulinerkirche beigesetzt.

## Familie
Aus seiner 1656 geschlossenen Ehe mit Christina, der Tochter des Bürgers in Geithain Martin Noßwitz, gingen vier Söhne und drei Töchter hervor. Nicolaus und Johann Rudolf verstarben bereits in ihren Kinderjahren. Die Töchter Maria Catharina Creusel (* 3. Juli 1659 in Leipzig; † 9. August 1693; verh. 29. April 1679 mit Quintus Septimus Florenz Rivinus (1651–1713)), Susanna Salome Creusel (* 6. April 1665 in Leipzig; † 30. August 1684 ebenda; verh. mit dem späteren Professor der hebräischen Sprache Tilemann Andreas Rivinus (1654–1692)), Maria Dorothea Creusel und die Söhne Amadeus Creusel, Johann Jacob Creusel überlebten ihren Vater.